# Megasema desiderata
Megasema desiderata là một loài bướm đêm trong họ Noctuidae.